# Stefan Schwab
Pour les articles homonymes, voir Schwab.
Stefan Schwab (né le 29 mai 1987 à Hambourg) est un athlète allemand, spécialiste du sprint.
Sa meilleure performance réalisée sur 100 m est de 10,19 s à Ratisbonne avec + 1,8 m/s de vent favorable, le 7 juin 2009.